# ليونارد إل. توماس
ليونارد إل. توماس (بالإنجليزية: Leonard L. Thomas)‏ هو ممثل أمريكي، ولد في 31 أغسطس 1961 في الولايات المتحدة.

## أعمال

### أفلام
- (2002)  هجوم المستنسخين[2][3][4]

## وصلات خارجية
- ليونارد إل. توماس على موقع IMDb (الإنجليزية)
- ليونارد إل. توماس على موقع قاعدة بيانات الفيلم (الإنجليزية)